# Abetarda
Abetarda é o nome geral dado às aves classificadas na família Otididae, tradicionalmente incluida nos gruiformes mas hoje em dia considerada uma ordem própria  (Otidiformes). O grupo é constituído por 26 espécies com distribuição geográfica no Velho Mundo. Habitam zonas abertas, com preferência para estepes, savanas e planícies áridas.
As abetardas são aves de médio a grande porte, desde os 50 cm de comprimento da abetarda-de-asa-preta aos 120 cm da abetarda-gigante. O bico é rectilíneo e de comprimento médio, sendo ligeiramente achatado na base. As pernas são altas e terminam em patas com três dedos. A cauda é curta e as asas são compridas e largas, terminando em penas de voo primárias bem destacadas, que dão a impressão de dedos. Os sexos são habitualmente diferentes. A plumagem varia de acordo com a espécie entre tons de castanho, cinzento, preto, branco e combinações. 
As abetardas são aves de modo de vida solitário, em casais ou pequenos grupos familiares. São omnívoras e alimentam-se sobretudo de invertebrados, sementes e cápsulas. A maioria do tempo é passado andando lentamente no solo, mas assustam-se com facilidade e fogem em voos curtos. Grande parte de espécies de abetarda tem rituais de acasalamento muito elaborados. Durante a época de reprodução organizam-se em casais monogâmicos ou haréns poligínicos. A nidificação é feita ao nível do solo e o ninho, se existente, é muito simples.

## Géneros e espécies
- Otis
  - Abetarda-comum, Otis tarda
- Ardeotis
  - Ardeotis arabs  (Linnaeus, 1758), Abetarda do Saara, Abetarda Árabe
  - Ardeotis kori (Burchell, 1822), Abetarda Kori
  - Ardeotis nigriceps (Vigors, 1831), Abetarda Indiana
  - Ardeotis australis (Gray, JE, 1829), Abetarda-Australiana
- Chlamydotis
  - Chlamydotis undulata, Abetarda moura
  - Chlamydotis macqueenii, Abetarda de MacQueen
- Neotis
  - Abetarda de Ludwig, Abetarda de pescoço preto, Neotis ludwigii
  - Abetarda real, Abetarda cafre, Abetarda de Denham, Neotis denhami
  - Abetarda de colar ruivo, Neotis heuglinii
  - Abetarda núbia, Abetarda de barrete ruivo, Neotis nuba
- Eupodotis
  - Abetarda-de-barriga-branca, Eupodotis senegalensis
  - Abetarda-azul, Eupodotis caerulescens
  - Abetarda-do-karoo, Eupodotis vigorsii
  - Abetarda-de-rüppell, Eupodotis rueppellii
  - Eupodotis humilis
- Lophotis
  - Lophotis savilei
  - Lophotis gindiana
  - Abetarda-de-poupa, Lophotis ruficrista
- Afrotis
  - Abetarda-de-asa-preta, Afrotis afra
  - Afrotis afraoides
- Lissotis
  - abetarda de barriga preta, sisão de barriga preta, Lissotis melanogaster
  - sisão cinzento, Lissotis hartlaubii
- Houbaropsis
  - Houbaropsis bengalensis
- Sypheotides
  - Sypheotides indica
- Tetrax
  - Sisão, Tetrax tetrax

A taxonomia de Sibley-Ahlquist propôs que os géneros Lophotis, Afrotis, Lissotis, Houbaropsis e Sypheotides foram integrados no género Eupodotis.

## Referência
- Maclean, G.L., 1993. Robert’s Birds of Southern Africa. 6th Edition. John Voelcker Bird Book Fund
- «Bustards, Rails and Allies». IOC World Bird List (em inglês). Consultado em 21 de Abril de 2011
- Ardeotis
- https://avibase.bsc-eoc.org/species.jsp?lang=PT&avibaseid=5714C710ACE4DA8B
- https://avibase.bsc-eoc.org/species.jsp?lang=PT&avibaseid=1BCEB0FD7CDFB06A
- https://avesbr.blogspot.com/2011/04/otididae-1411.html
- https://avibase.bsc-eoc.org/species.jsp?lang=PT&avibaseid=FB9132DC8D6C4062
- https://avibase.bsc-eoc.org/species.jsp?lang=PT&avibaseid=4FDBC0CBCDE078A0
- https://avibase.bsc-eoc.org/species.jsp?lang=PT&avibaseid=4971D1EF9AC3BBBE
- https://avibase.bsc-eoc.org/species.jsp?lang=PT&avibaseid=22160251D9CC1114
- Lissotis hartlaubii
- https://avesbr.blogspot.com/2011/04/otididae-1411.html
- https://avibase.bsc-eoc.org/species.jsp?lang=PT&avibaseid=402E74010E3AC297
- https://avibase.bsc-eoc.org/species.jsp?lang=PT&avibaseid=562F44567F8A4AC2